# Punta Steep

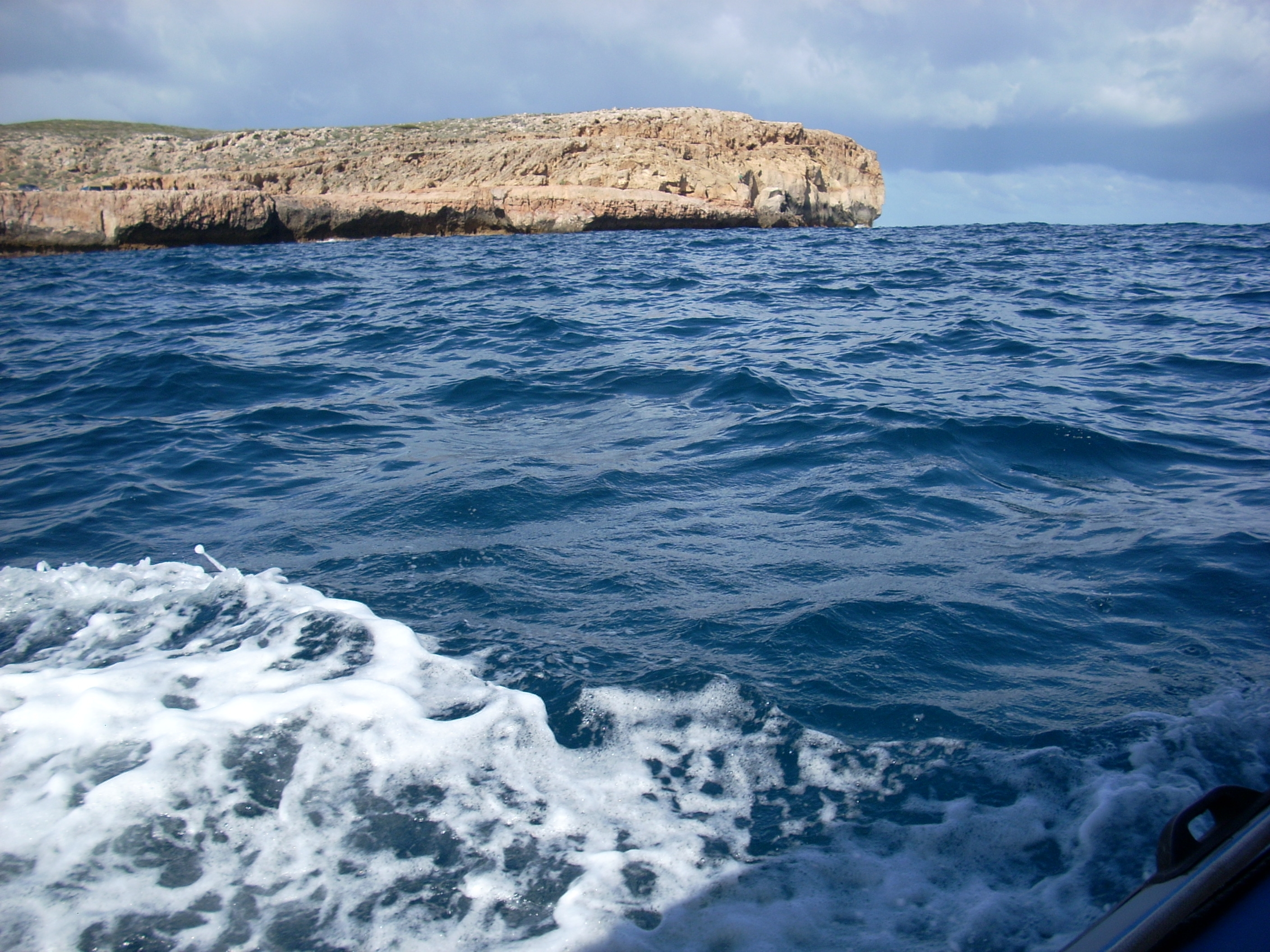
La punta Steep vista desde un barco al noreste.

La punta Steep es un cabo australiano que constituye el punto más occidental de Australia. Ubicada al final de la península Carrarang, una vasta península que cierra el suroeste del golfo de océano Índico commúnmente llamada bahía Shark, sobre la costa oeste de la Australia Occidental, marca por otra parte la entrada sur del estrecho llamado pasaje Espinoso, que la separa de la isla Dirk Hartog y de su cabo Ransonnet.

## Fuente
- Esta obra contiene una traducción  derivada de «Pointe Escarpée» de Wikipedia en francés, concretamente de esta versión, publicada por sus editores bajo la Licencia de documentación libre de GNU y la Licencia Creative Commons Atribución-CompartirIgual 4.0 Internacional.

- Datos: Q1999953
- Multimedia: Steep Point / Q1999953